# Archidiecezja Guayaquil
Archidiecezja Guayaquil (łac. Archidioecesis Guayaquilensis) – rzymskokatolicka archidiecezja w Ekwadorze. Została podniesiona do rangi archidiecezji w 1956 roku w miejsce istniejącej od 1838 roku diecezji Guayaquil.

## Ordynariusze

### Biskupi Guayaquil
- Francisco Xavier de Garaycoa 1838 – 1851
- Tomás Aguirre 1861 – 1868
- José María Lizarzabaru S.J. 1869 – 1877
- Roberto Maria Pozo y Martin S.J. 1884 – 1909
- Juan María Riera O.P. 1912 – 1915
- Andrés Machado S.J. 1916 – 1926
- Carlos María de la Torre 1926 – 1933
- Giuseppe Felix Heredia Zurita S.J. 1937 – 1954
- César Antonio Mosquera Corral 1954 – 1956

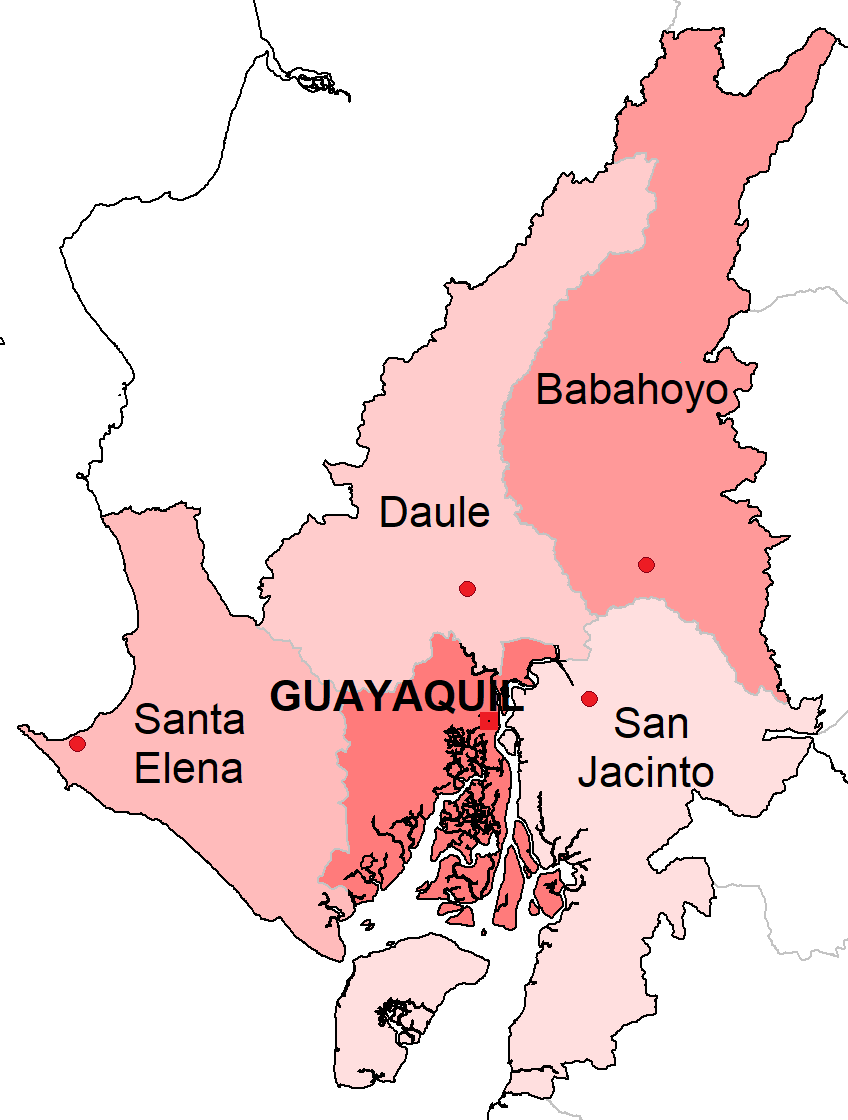
Archidiecezja Guayaquil na mapie Ekwadoru

### Arcybiskupi Guayaquil
- César Antonio Mosquera Corral 1956 – 1969
- kard. Bernardino Echeverría Ruiz OFM 1969 – 1989
- abp Juan Ignacio Larrea Holguín 1989 – 2003
- abp Antonio Arregui Yarza 2003 – 2015
- kard. Luis Cabrera Herrera OFM 2015 – obecnie